# Macrocera pictipennis
Macrocera pictipennis är en tvåvingeart som beskrevs av Loïc Matile 1969. Macrocera pictipennis ingår i släktet Macrocera och familjen platthornsmyggor.
Artens utbredningsområde är Madagaskar. Inga underarter finns listade i Catalogue of Life.